# Camptocercus
Camptocercus is een geslacht van kreeftachtigen uit de klasse van de Branchiopoda (blad- of kieuwpootkreeftjes).

## Soort
- Camptocercus rectirostris Schoedler, 1862